# Ioulia Safina
Pour les articles homonymes, voir Safina.
Ioulia Vassilievna Safina (russe : Юлия Васильевна Сафина), née Ioulia Atroshenko le 1er juillet 1950 à Smirnovo (RSFS de Russie), est une athlète puis handballeuse soviétique des années 1980.

## Carrière
Alors qu'elle vivait encore avec ses parents dans l'Altaï, Ioulia Safina s'est intéressée au ski et devient membre de l'équipe nationale des jeunes de l'URSS. Mais ses parents ont déménagé en Ukraine et Ioulia Safina se tourne vers l'athlétisme et en particulier les courses de demi-fond. Elle participe alors au championnat national d'athlétisme, remportant en 1974 une médaille de bronze sur 800 mètres. Cela lui a permis de participer aux Universiade de 1975 en Italie où elle a également remporté une médaille de bronze et le titre de maître des sports de classe internationale. Alors qu'elle se prépare pour l'épreuve d'athlétisme aux Jeux olympiques d'été de 1976, elle se blesse gravement et doit renoncer à l'aventure olympique.
À Brovary, elle assiste à un match amical de handball du club local puis est invitée à jouer pour remplacer une joueuse blessée : à 26 ans, elle décide à nouveau de changer de sport. Alors qu'elle évolue avec le Metalurg Brovary, elle est remarquée par les entraîneurs de l'Azot Nevinnomyssk. Elle contribue alors à la progression du club qui accède ainsi du championnat régional de Russie au championnat national d'URSS, atteignant même la troisième en place en 1985 derrière l'intouchable Spartak Kiev et l'Avtomobilist de Bakou.
À la suggestion de l'entraîneur de l'équipe nationale soviétique et du Kiev Spartak Igor Tourtchine, elle est invitée à se préparer pour les Jeux olympiques de Moscou. Elle est alors l'une des rares joueuses de handball de ces années à représenter non pas Kiev Spartak, mais un club de deuxième division. Elle devient alors Championne olympique et est honorée Maître émérite du sport de l'URSS. Deux ans plus tard, elle est Championne du monde.
Par la suite, elle joue pour le Rostselmach Rostov puis, en 1995, elle était entraîneuse de handball en Norvège.

## Palmarès
Jeux olympiques
- Médaille d'or aux Jeux olympiques 1980 à Moscou

Championnat du monde
- Médaille d'or au Championnat du monde 1982 en Hongrie